# Londesborough-brochen
Londesborough-brochen er en keltisk pseudo halvbroche fra Irland. Den er dateret til slutningen af 700-tallet eller begyndelsen af 800-tallet, og det er et særligt dekoreret eksempel på et dragtspænde dateret til Irlands kunstneriske guldalder, hvor andre genstande som Tara-brochen og Ardagh-bægret blev fremstillet.
Man ved ikke meget om brochen før den blev en del af lord Londesborough samling, fra hvem den har sit navn. Siden 1888 har den været en del af British Museum samling, efter museet købte den af Londesborough.
Brochen måler 10,6 cm i diameter, har en længde på 24,2 cm og vejer 201 g. Brochen og dornen blev støbt i sølv, men undersøgelser viser, at den består af omkring 65% kobber og 34% sølv, samt spor af bly og guld. Forsiden af brochen er forgyldt.